# ポプラ
ポプラ（白楊、白楊樹 英語: poplar）は、真正双子葉類キントラノオ目ヤナギ科ヤマナラシ属またはハコヤナギ属（学名：Populus）に属する樹木（ハコヤナギはヤマナラシの別名）。

## 名称
「ポプラ」とは、ラテン語の「人々、共同体、国民」などを意味する populus ポプルス に由来し、古代ローマでしばしば公共の集会所の周囲に植えられたからであるという。古代ローマの市内にポプラがよく植えられ、イタリア語源で「市民の樹」を意味する Arbor popli（アルボル・ポプリ）とよんだからだと言われている。また、ギリシャ語では「ざわめき」を意味する。もともと「震える」という意味を持っていたという説があり、その葉がそよぐ音からの命名ともいわれている。ラテン系の言語でも、スペイン語ではアラモとよばれる。

## 特徴
ポプラ属は、北半球の温帯に約30種が分布する。イタリア半島をはじめ、ヒマラヤやクリミア、中近東などにも分布する。暑さに強い性質で、「アラモの砦」で知られるアメリカのテキサスにも植えられている一方で、寒さにも強くてロシアでも栽培されている。日本では北海道に多く、しばしば牧場に植えられている。
日本のポプラ属は、ヤマナラシ、ドロノキの2種が自生する。一般には明治期に導入された外来種をポプラと呼ぶ。和名のポプラは、狭義にはこの属の一変種であるセイヨウハコヤナギを指す。
落葉広葉樹。細く直立して枝を上に伸ばした樹形が特徴的である。葉は広三角形。雌雄異株で、春に花を咲かせる。花が終わるとすぐに綿毛付きの種子を大量に付ける。この種子が風に飛ばされて空を舞い、並木など多数のポプラのある所では、地面が真っ白になることもある。このため、英語でコットンウッドともいう。
生長が早いが寿命は比較的短く数十年から100年程度で老木になるといわれるが、フランスのディジョン植物園のものが樹齢500年と伝えられ、直径5 m、高さ35 mある。老木ではよく幹に空洞ができる。生長が速い利点の反面、材は柔らかくて緻密さに欠け、燃えやすく強度や耐久性で劣り、用途が限られる。根が浅くて風害で倒れることもしばしばあり、市街地の街路樹の用途ではあまり歓迎されない。

## 分類
外来ポプラの和名は現在まで整理がなされていないため、同一種でも別名や別表記が多く、学術論文ですら混乱しており、植物園などの表記にも不統一なものが多い。以下の名称も統一名称ではない。

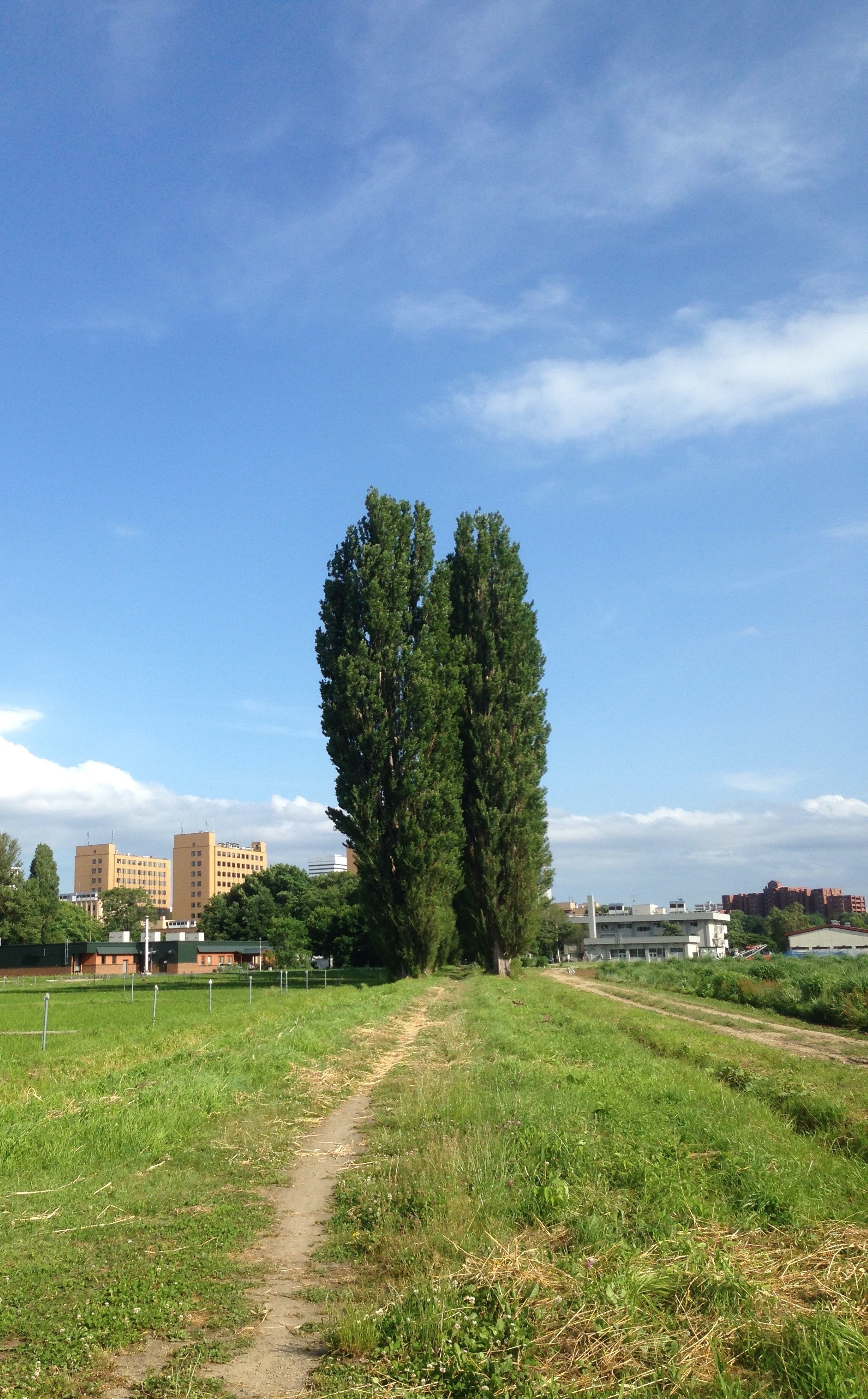
北海道大学のポプラ並木（札幌市）

YListに掲載された主な種・変種などを下記に記す。
- ヨーロッパクロヤマナラシ Populus nigra - ヨーロッパ原産。日本には明治中期に移入され、特に北海道や東北北部に多く植えられた。
  - セイヨウハコヤナギ Populus nigra var. italica - 別名 イタリアヤマナラシ（イタリアポプラ）。直立する羽状の美しい樹形で知られ、並木に適する。
- アメリカヤマナラシ Populus tremuloides - 北アメリカ東部原産。イタリアポプラのように高く伸びず、樹高が低くて管理しやすく暑さに強いため、市街地の街路樹としてよく利用される。種子による有性繁殖とは別に地下茎から無性繁殖を行う能力を持ち。その標本としてはユタ州のフィッシュレイク国有林内に群生する根系樹齢八万年以上の「パンド」[9]がよく知られる。
- ギンドロ Populus alba
- カロリナハコヤナギ Populus angulata (注：これはPopulus deltoidsの異名)
- ナガバドロ Populus cathayana
- ヒロハヤマナラシ Populus deltoides
- コトカケヤナギ Populus euphratica
- オオバヤマナラシ Populus grandidentata
- チリメンドロ Populus koreana
- テリハドロノキ Populus simonii
- ドロノキ Populus suaveolens
- バルサムポプラ Populus tacamahaca
- Populus tremula - この種をヨーロッパヤマナラシとしてヤマナラシを別種P. sieboldiiとすることもあったが、YListでは同種とされている。
  - ヨーロッパヤマナラシ Populus tremula var. tremula
  - チョウセンヤマナラシ Populus tremula var. davidiana
    - ケチョウセンヤマナラシ Populus tremula var. davidiana f. tomentella

  - ヤマナラシ Populus tremula var. sieboldii
- カナダポプラ Populus × canadensis

ポプラは交配や繁殖が容易で、古くから品種改良が行われ、多くのハイブリッド種が作成されてきた。現在でも目的にあわせた品種の育成が行われ、ポプラの品種はいよいよ増えつつある。品種改良されたポプラは「改良ポプラ」と総称される。

## 利用

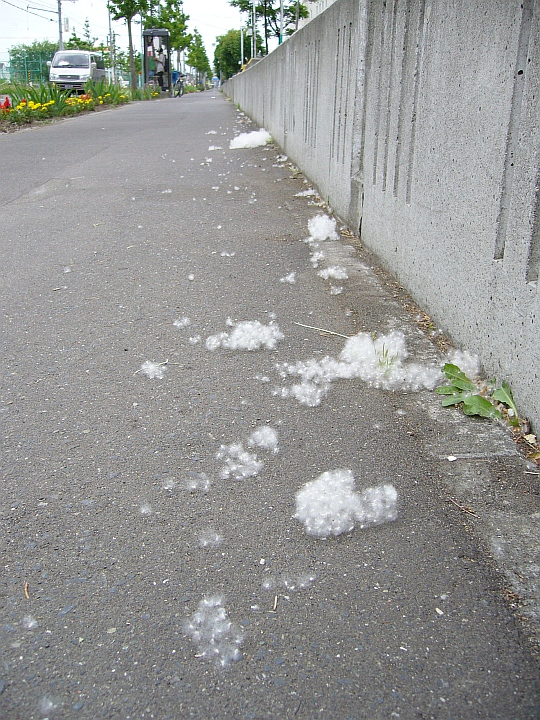
地面に舞うポプラの綿毛（札幌市）

- 紅葉や美しい樹形が特徴的で、日本では、並木や街路樹、牧場の境界の目印や防風林として植えられる。著名な北海道大学のポプラ並木は明治36年に植えられた。
- 材木は白色で柔らかく燃えやすいため、マッチの軸木として使われる。合板、包装用材、パルプ用材などにも用いられ、えのき茸の栽培にも適する。しかし日本では用材としての利用は多くなく、身近にはあまり見られない。日本では1960年代に植林を目指して実験が行われたが、病虫害や台風を克服できず、日本の自然環境下では大規模植林には適さないとされた。
- 中国の内陸部では成長が早く活着が良いことに着目し、1950年代以降大規模な植林が行われている。多くは成長に水分を多く要するようになる樹齢20年以前を目安に伐採され、用材は地域の貴重な現金収入となっている。
- 韓国では植林に成長の早いポプラの木がニセアカシアの木とともに多く植えられる。
- ポプラは、その商業的価値の高さやゲノムサイズの小ささ (450–550 Mbp) から、モデル生物として研究が進んでいる[10]。2006年にはPopulus trichocarpa のゲノムが解読された[11]。
- エレキギターのボディ材として 用いられることがある。特性としてはアルダーに近く、代替品として初心者用モデルに採用されることが多い。

## 人間との関係

### 神話・伝承
- ギリシャ神話では冥府の女王ペルセポネーゆかりの木。女王は極西の地に、黒ポプラの森を持っていたと言われる[3]。
- キリスト教では、キリスト自らの希望によりポプラの幹で十字架が作られた。キリスト処刑のとき、聖なる血を浴び、それ以来ポプラの木全体が震えるようになった。そのため、一部のキリスト教徒の間では、ポプラは聖木とみなされている。

### 出来事
- 2005年6月にドイツで行われたFIFAコンフェデレーションズカップでは、大量のポプラの綿毛が試合会場で乱舞する様子がテレビでも映し出された。ドイツではこの綿毛がアレルギー性鼻炎の原因になることもある。
- ロシアでは「トーポリ」と呼ばれている。第二次世界大戦後に緑化のために大量に植えられた。時期になると綿毛を大量に撒き散らすので、大変迷惑ではあるが、ロシアと切離しがたい風物詩ともなっている。
- 強風の吹かないヨーロッパ原産のイタリアポプラは台風に弱く、風で根ごと倒れることがある。2004年、平成16年台風第18号に襲われた北海道大学のポプラ並木は、半分ほども暴風で倒れてしまった。倒木からチェンバロが造られ、同大に展示されている。
- 1976年8月18日、韓国・北朝鮮の板門店で、視界の妨げとなるポプラの木を切ろうとしたアメリカ軍工兵と北朝鮮軍兵士が乱闘となり、米軍将校2名が伐採用の斧で殺害された。この事件はポプラ事件と呼ばれ、第二次朝鮮戦争にも発展しかねない衝突だった。